# Hidropsia fetal
Hidropisia fetal é uma complicação que gera edema em um feto em desenvolvimento , no útero, que aparece em pelo menos dois locais diferentes. Ela pode ocorrer abaixo da pele ou no espaço em torno dos pulmões , no pericárdio ou no abdômen. A condição muitas vezes leva ao aborto e resulta de uma falha parcial do coração do feto que, em seguida, provoca o edema. Muitas vezes, é o resultado de anemia no feto em desenvolvimento, forçando o coração para bombear mais rápido do que ele pode e deixa em falta sangue para os tecidos em desenvolvimento.

## Causas
Existem várias causas para a hidropisia fetal, que são classificados em "imune" e "não-imune". A única causa "imune" é uma incompatibilidade entre o tipo de sangue do feto e o da mãe, em particular, o fator Rh. Existem várias causas não-imunes, incluindo deficiência de ferro, certas deficiência enzimáticas, parvovírus, sífilis, síndrome de Turner, teratoma, hipertiroidismo e doença de Gaucher tipo 2.

## Diagnóstico
Hidropisia fetal pode ser diagnosticada e monitorada por ultrassom. O exame Pré-natal e a ultrassonografia permitem a identificação precoce de hidropisia fetal.

## Tratamento
O tratamento depende da causa. Fetos severamente anêmicos podem ser tratados com transfusões de sangue ainda no útero.